# Aeroportul Diavik
Aeroportul Diavik (IATA: DVK) este un aeroport din Teritoriile de Nord-Vest, Canada. Aeroportul a fost tranzitat în 2015 de 0 pasageri.
Situat la o altitudine de 432 m, aeroportul dispune de o singură pistă.